# Esquadrão N.º 75 da RAAF

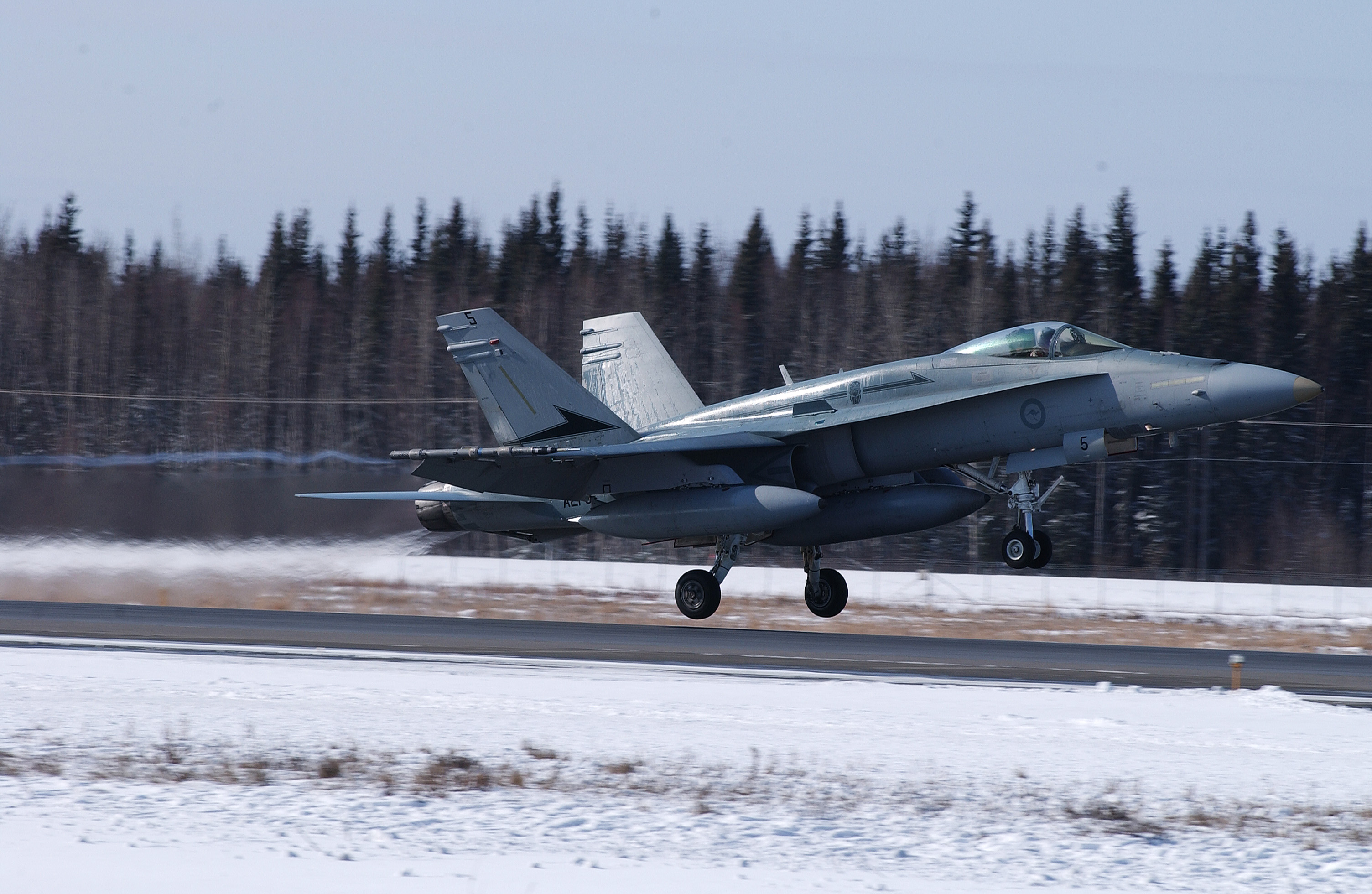
Um F/A-18 australiano do Esquadrão Nº 75.

O Esquadrão N.º 75 é um esquadrão de caça da Real Força Aérea Australiana (RAAF) que está colocado na Base aérea de Tindal, no Território do Norte. O esquadrão foi formado em 1942 e prestou serviço durante a Segunda Guerra Mundial. Dissolvido em 1948, foi restabelecido no ano seguinte e tem operado aviões a jacto desde então. Depois da guerra fria, participou nas missões australianas de manutenção da paz, na invasão do Iraque e na intervenção militar contra o Estado Islâmico.